# Sektion Tölz des Deutschen Alpenvereins
Die Sektion Tölz des Deutschen Alpenvereins (kurz DAV Tölz) ist eine Sektion des Deutschen Alpenvereins in Tölz. Die Sektion Tölz wurde am 9. Dezember 1881 gegründet und ist somit eine der älteren und mit 9.496 Mitgliedern (Stand: 31. Dezember 2024) eine der größeren Sektionen des Deutschen Alpenvereins und der größte Sportverein in Tölz und im Landkreis Bad Tölz-Wolfratshausen.

## Geschichte

### Vorgeschichte
Auf einem grünen Rückenhang am Kalvarienberg hatten sich am 12. April 1874 fünfzehn Mitglieder des örtlichen Turnvereins zusammengefunden, um die Gründung des Turner-Alpenclubs zu beschließen. Klubvorstand wurde der aus Aibling zugezogene Kaminkehrer Paul Gmeiner. Aus diesem Alpenclub bildete sich sieben Jahre später die Sektion Tölz, die Klubmitglieder traten größtenteils zum Deutschen und Österreichischen Alpenverein über. Der Turner-Alpenclub löste sich 1888 wieder auf.

### Gründung und weiterer Verlauf
Von Anfang an etwas bürgerlicher ging es zu, als am 9. Dezember 1881 die Sektion Tölz des Deutschen und Österreichischen Alpenvereins gegründet wurde. Die 35 Gründungsmitglieder fanden sich zu diesem Anlass im Kolberbräu zusammen, der sehr lange das Vereinslokal der Sektion Tölz blieb. Für den Alpenclub bedeutete diese Neugründung zwar einen schmerzliche Aderlass, aber noch nicht das endgültige Aus. Schon 1882 wurde mit dem Aufbau einer Sektionsbibliothek begonnen. Im selben Jahr errichtete die Sektion auf dem Zwiesel eine Windhütte, wenn man so will, die erste von Sektionsmitgliedern erbaute Hütte. Das Vereinsleben spielte sich mitunter auch auf der unterhalb gelegenen Zwiesel-Alm ab. Der erste Hinweis auf einen Bergrettungsdienst des Tölzer Alpenvereins findet sich 1898, als unter anderem drei Freiwillige aus Tölz „zur Dienstleistung in dem von der Zentrale aus neugegründeten alpinen Rettungswesen“ benannt wurden. Ein Wanderwegenetz im riesigen Arbeitsgebiet der Sektion musste erst angelegt und markiert werden. Es umfasste damals noch die Vorberge, große Teile des Karwendels und den Rofan, erst ab 1909 wurden Gebiete an später gegründete Nachbarsektionen, u. a. an die Sektion Tutzing, die Sektion Lenggries und die Sektion München abgetreten.
Der Ausbruch des Ersten Weltkrieges ließ jegliches Vereinsleben zusammenbrechen und die Sektion stand vorübergehend ohne Vorstand da. Erst 1919 wurde wieder eine neue Führung gewählt. Zielstrebig wurde nun nach konkreten Möglichkeiten gesucht, den schon lange gehegten Wunsch nach einer Tölzer Hütte zu verwirklichen. Nach umfangreichen Vorarbeiten konnte am 5. Juni 1922 die feierliche Grundsteinlegung, unterhalb des Schafreuters im Vorkarwendel, dem nordöstlichen Teil des Karwendel, stattfinden. Im gleichen Jahr fand die Ausrichtung der 49. Hauptversammlung des Deutschen und Österreichischen Alpenvereins in Tölz statt. Unter den größten Schwierigkeiten, nur weil ein Vereinsmitglied Geld vorstreckte, konnte die Tölzer Hütte so weit fertig gestellt werden, dass die Eröffnung am 5. Oktober 1924 möglich war. Ein Anliegen der Sektion ging in Erfüllung: die Erklärung des Karwendels und Vorkarwendels zum Naturschutzgebiet durch die Regierungen in München (1923) und Innsbruck (1928). In den Jahren 1929 bis 1931 entstand eine gut gangbare und markierte Verbindung zwischen Tölzer Hütte und Plumsjoch, der Tölzer Höhenweg.
Während des Zweiten Weltkrieges beschränkte sich die Tätigkeit der Sektion auf wenige Versammlungen des Vorstandes. Das Jahr 1945 macht, wenige Tage vor der bedingungslosen Kapitulation, auch den Isarwinkel noch zum Kriegsschauplatz. Die Siegermächte übernehmen die Regierungsgewalt. Sie lösen den zwischenzeitlich in Deutschen Alpenverein umbenannten Hauptverein auf und damit auch die Sektion Tölz. Erst am 31. März 1947 fand im Kolberbräu-Nebenzimmer eine stark besuchte Versammlung zur Neugründung des Alpenvereins Tölz statt. Am 24. April 1947 wurde der neugegründete Verein vom Landratsamt Tölz lizenziert und Ende des Jahres dann auch die Jugendgruppe amtlich genehmigt. Die Sektion bekam die 48. Hauptversammlung des Deutschen Alpenvereins in Bad Tölz zugeteilt, die vom 15. Bis 19. September 1955 stattfand.
Nach siebenjährigem harten Ringen mit Bayrischer Staatskanzlei, Forstverwaltung und Pächtern konnte 1970 endlich die Materialseilbahn zur Tölzer Hütte verwirklicht werden. Neben der Tölzer Hütte hat sich die Sektion auch längere Zeit und bis in das Jahr 1969 noch um zwei weitere Einrichtungen gekümmert: Um die Hütte auf dem Längenberg nördlich der Probstenwand und um den kleinen Unterstand auf dem Gipfel der Benediktenwand. Den Unterstand übernahm die Sektion Tutzing. Michl Anderl, der erfolgreichste Bergsteiger der Sektion, erfreute am 5. Oktober 1977 mit seinem Bericht der Sigi-Löw-Gedächtnis-Expedition zum Nanga Parbat im Jahre 1970.
Ende 1995 eröffnete die Sektion eine erste kleine Kletterhalle in der Lettenholzschule, die sofort eine sehr große Nachfrage deutlich werden ließ. Im Jahr 2004 konnte dann ein neues großes Kletterzentrum mit Outdoor-Bereich realisiert werden. Die Sektion konnte dieses Projekt alleine nicht schultern, es wurde ein Trägerverein mit sechs Nachbarsektionen gegründet. Dieser leistungsstarke Verbund verwirklichte das Projekt und führte es schließlich zum Erfolg. Der Boom beim Hallenklettern beschert dem Verein hohe Mitgliederzuwächse, gerade auch bei jungen Leuten. Mitte 2020 konnte eine separate Boulderhalle, mit einem Übergang an das vorhandene Kletterzentrum, angebaut werden.
Der Weg von Fall über den Krottenbach zur Tölzer Hütte ist wieder problemlos zu begehen, da die Brücke über den Krottenbach 2021 von der Sektion neu errichtet wurde. Im selben Jahr wurde die Tölzer Hütte am Schafreuter aufwendig saniert.

## Sektionsvorsitzende
Eine chronologische Übersicht über alle Vorsitzenden der Sektion seit Gründung.
| Amtszeit  | Vorsitzender      |
| --------- | ----------------- |
| 1881–1908 | Max Höfler        |
| 1908–1914 | Oskar Schwarzmayr |
| 1914–1915 | Ferdinand Henning |
| 1919–1921 | August Staudinger |
| 1921–1928 | Walter Polschers  |
| 1928–1931 | Ludwig Simon      |
| 1931–1945 | Hans Zech         |
| 1945–1947 | ― 1               |
| 1947–1954 | Anton Wiedemann   |
| 1954–1965 | Theo Gokus        |
| 1965–1992 | Otmar Huber       |

| Amtszeit  | Vorsitzender        |
| --------- | ------------------- |
| 1992–2002 | Peter Wiedemann     |
| 2002–2005 | Franz Melf          |
| 2005–2009 | Hanspeter Mair      |
| 2009–2014 | Martin Pfund        |
| 2014–2021 | Paul Schenk         |
| 2021–     | Benedikt Hirschmann |

Anmerkung

## Mitglieder
| Jahr | Mitglieder |
| ---- | ---------- |
| 1881 | .00035     |
| 1921 | .00337     |
| 1931 | .00381     |
| 1960 | .00400     |
| 1981 | 01.100     |
| 2006 | 02.920     |
| 2023 | 08.509     |

## Einrichtungen der Sektion

### Hütte
- Tölzer Hütte. Die Schutzhütte liegt unterhalb des Schafreuters im Vorkarwendel, dem nordöstlichen Teil des Karwendel.

### Kletteranlage
- DAV Kletterzentrum Oberbayern Süd. Der Trägerverein des DAV-Kletterzentrum Obb. Süd e.V. setzt sich aus 7 DAV Sektionen zusammen: Sektion Tölz, Sektion Lenggries, Sektion Miesbach, Sektion Otterfing, Sektion Tegernsee, Sektion Waakirchen und Sektion Wolfratshausen.

Auf 500 m² Grundfläche ist, direkt neben der im Jahre 2004 eröffneten Kletterhalle, auf 2 Stockwerken mit Galerie ein gut gemischtes Boulderangebot für alle Altersstufen und Schwierigkeitsgrade entstanden. Über eine Verbindungsbrücke gelangt man von der bestehenden Kletterhalle in den neuen Bereich, der Mitte 2020 entstanden ist, mit einer Boulderfläche von gesamt 450 m².
Im DAV-Kletterzentrum Tölz gibt es abwechslungsreiche Routen, die im Indoor- als auch im Outdoor-Bereich fortlaufend umgebaut oder erweitert werden. Besucher können sich in der separaten Boulderhalle kniffligen Boulderproblemen stellen.

### Geschäftsstelle
Seit 2016 befindet sich die neu eingerichtete Geschäftsstelle in der Marktstraße 44 in der historischen Altstadt von Tölz. In dem denkmalgeschützten Wohn- und Geschäftshaus bekam die Sektion größere Räume zur Verfügung, außerdem konnte die Bibliothek erweitert werden.

## Angebote für Mitglieder
Das Ausbildungs- und Tourenprogramm der Sektion Tölz umfasst das ganze Spektrum der alpinen Betätigung: Bergwandern, Begehen von Klettersteigen, Skibergsteigen, Alpiner Skilauf, Klettern in der Halle (Anfänger und Fortgeschrittene), Felsklettern im Mittelgebirge (Anfänger und Fortgeschrittene), Felsklettern in den Alpen (Anfänger und Fortgeschrittene), Hochtouren, Mountainbike.

## Bekannte Mitglieder
- Anton Wiedemann, deutscher Politiker (BVP).
- Otmar Huber, Kommunalpolitiker der CSU.
- Michl Anderl, Berufssoldat der Bundeswehr, Bergführer und Extremkletterer.